# Baltasar da Costa Veiga
Baltasar da Costa Veiga (Balthazar na ortografia da época; m. 24 de agosto de 1700) foi um bandeirante do século XVII, natural de São Paulo. Penetrou os sertões na bandeira de Fernão Dias em 1674. Era filho de Jerônimo da Veiga e Maria da Cunha e desposou Maria Bueno de Mendonça, com quem gerou o capitão-mor Amador Bueno da Veiga.